# Maurício Marinho
Maurício Marinho (Aquidauana, 11 de janeiro de 1953) é um administrador de empresas brasileiro, denunciado em 2005 por envolvimento no escândalo do mensalão enquanto chefiava o Departamento de Contratação e Administração de Material dos Correios. Maurício Marinho foi demitido por justa causa, depois que uma sindicância da estatal detectou irregularidades em sua gestão. Marinho afastou-se do cargo depois da divulgação de uma fita em que ele negociava propina com empresários interessados em participar de uma licitação. No vídeo, o funcionário dos Correios dizia ter o respaldo do deputado federal Roberto Jefferson (PTB-RJ) e recebia R$ 3.000.